# Grammy Latino de Melhor Álbum de Música Cristã (língua portuguesa)
O Grammy Latino de Melhor Álbum de Música cristã em língua portuguesa é entregue anualmente desde 2004, quando a categoria melhor álbum de música cristã foi desmembrada em duas, uma dedicada ao gênero em língua espanhola e outra em portuguesa. O prêmio é entregue para os artistas — solo, duplas ou performances em grupo. Aline Barros é a recordista de indicações e maior vencedora da categoria com incríveis oito prêmios.

## Vencedores e indicados

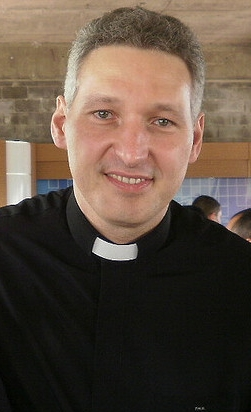
Padre Marcelo Rossi foi o primeiro vencedor da categoria e indicado outras duas vezes.

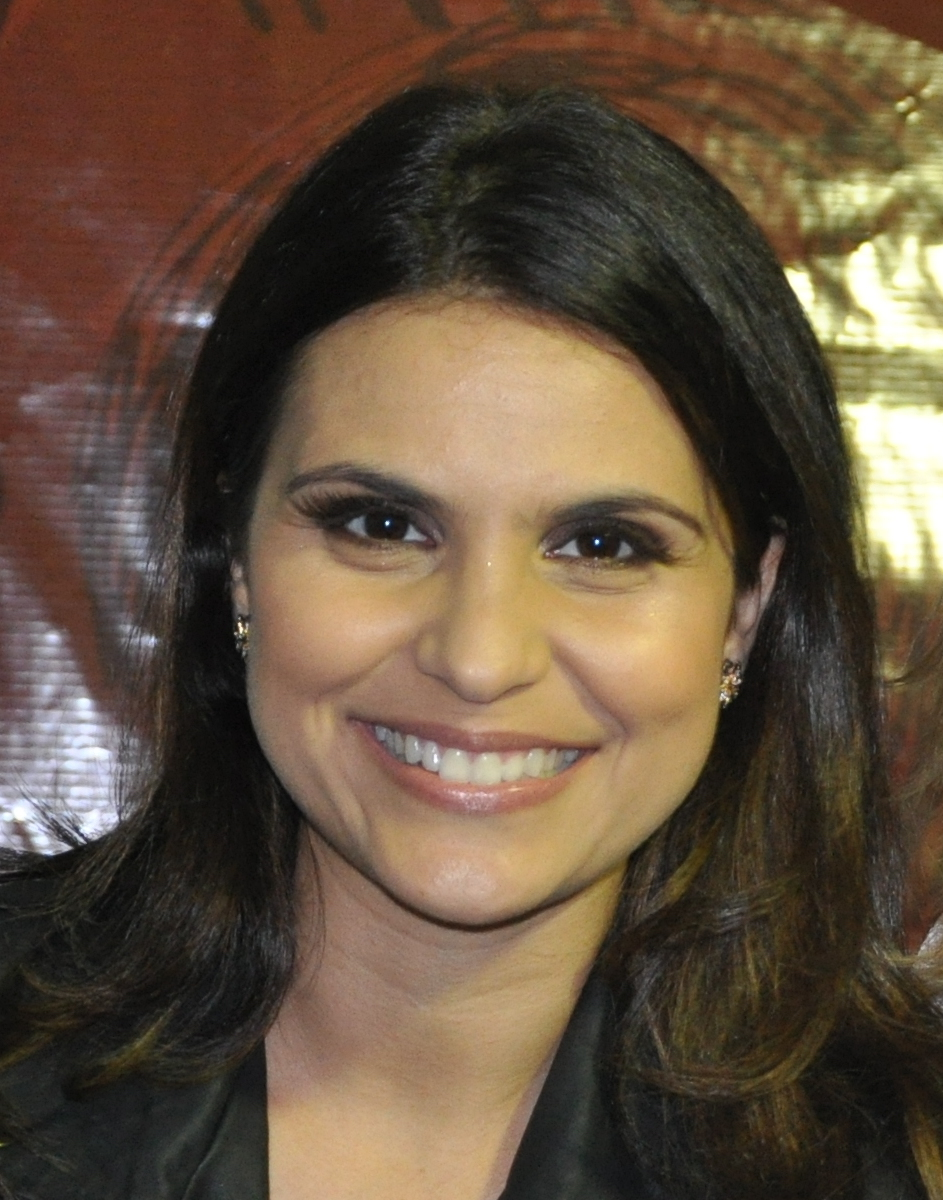
Aline Barros é a maior vencedora da categoria com 8 prêmios conquistados.

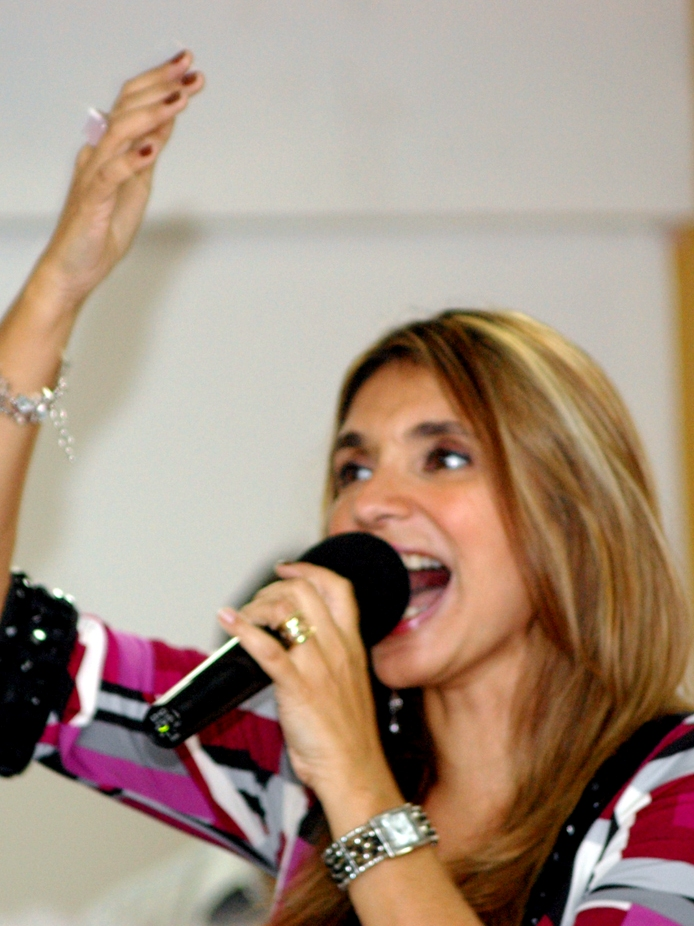
Soraya Moraes, vencedora em 2005 e 2008.

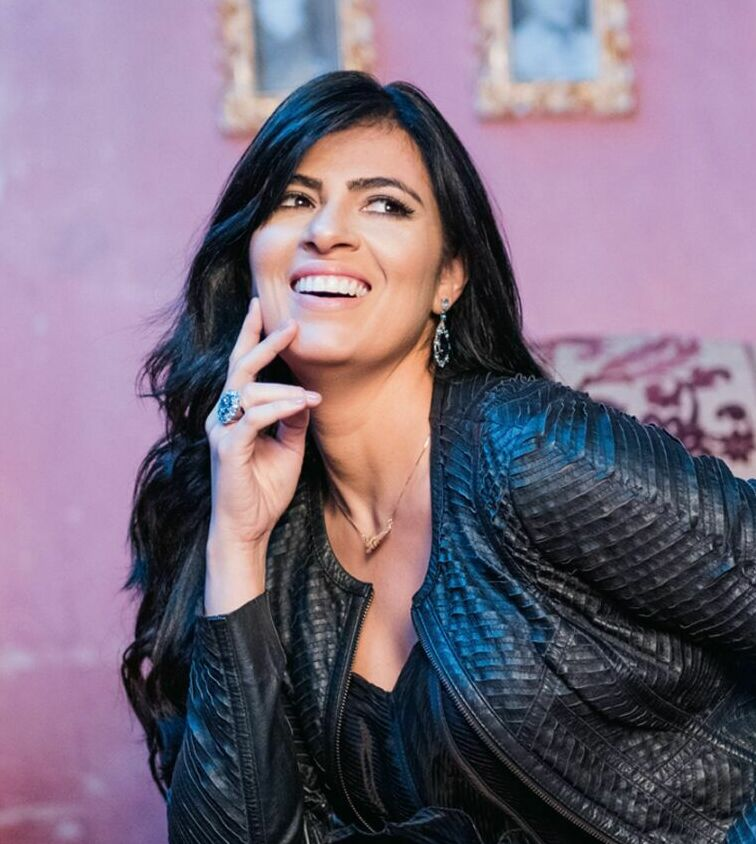
Fernanda Brum, vencedora em 2015 e 2018.

### Melhor Álbum de Música Cristã
| Ano            | Álbum               | Artista             | Indicados |                |
| Década de 2000 | Década de 2000      | Década de 2000      | Década de 2000 | Década de 2000 |
| -------------- | ------------------- | ------------------- | --- | -------------- |
| 2002           | Paz - Ao Vivo       | Padre Marcelo Rossi | - El Amor Tiene Un Valor de Ileana Garcés - Mi Nuevo Amor de Roberto Orellana - Viva La Vida de Rabito - Ven, Es Tiempo de Adorarle de 33 DC |                |
| 2003           | Sana Nuestra Tierra | Marcos Witt         | - Amar A Alguien Como Yo de Patty Cabrera - Funkytown de Funky - Un Ángel Llora de Annette Moreno & Jardín - Almas Unidas de Perucho         |                |

### Melhor Álbum de Música Cristã (língua portuguesa)
| Ano            | Álbum                        | Artista            | Indicados | Ref.               |
| Década de 2000 | Década de 2000               | Década de 2000     | Década de 2000 | Década de 2000     |
| -------------- | ---------------------------- | ------------------ | --- | ------------------ |
| 2004           | Fruto de Amor                | Aline Barros       | - Discípulos de Ministério Nova Jerusalém - Livre Para Amar de Fernanda Lara e Giordani Vidal - Maria, Mãe do Filho de Deus de Padre Marcelo Rossi - Acústico Gospel de Thalles Roberto                                                      | [ 2 ]              |
| 2005           | Deixa o Teu Rio me Levar     | Soraya Moraes      | - Som de Adoradores de Aline Barros - Terremoto de Eyshila - Ouço Deus me Chamar de Ludmila Ferber - Para o Mundo Ouvir de Rose Nascimento - Além do que os Olhos Podem Ver de Oficina G3 - Cantando, Dançando e Louvando! de Alexandre Soul | [ 2 ]              |
| 2006           | Aline Barros & Cia           | Aline Barros       | - Joia Rara de Mara Maravilha - As Canções da Minha Vida de Cristina Mel - Promessas de Soraya Moraes - Tudo o que Soul de Robson Nascimento                                                                                                 | [ 3 ]              |
| 2007           | Caminho de Milagres          | Aline Barros       | - Deus está Aqui de Padre Juarez de Castro - Até Tocar o Céu de Eyshila - Um Novo Tempo de Cristina Mel - Uma Nova História de Robinson Monteiro - Elektracustika de Oficina G3                                                              | [ 1 ] [ 3 ]        |
| 2008           | Som da Chuva                 | Soraya Moraes      | - Aline Barros & Cia 2 de Aline Barros - Cura-me de Fernanda Brum - É Impossível, mas Deus Pode de Toque no Altar - Sobrenatural de André Valadão - Deus Sonha Com Você de Italo Villar                                                      | [ 3 ] [ 4 ]        |
| 2009           | Depois da Guerra             | Oficina G3         | - Compromisso de Regis Danese - Eu não Vou Parar de Marina de Oliveira - Eu Tenho a Promessa de Jozyanne - Fé de André Valadão | [ 5 ]              |
| Década de 2010 |                              |                    | |                    |
| 2010           | Na Extremidade               | Marina de Oliveira | - Multiforme de Paulo César Baruk - Advogado Fiel de Bruna Karla - Meu Alvo de Kleber Lucas - Grande é o Meu Deus de Soraya Moraes - Horizonte Distante de Rosa de Saron - Ao País dos Meus Sonhos, de Padre Zezinho                         | [ 6 ] [ 7 ]        |
| 2011           | Extraordinário Amor de Deus  | Aline Barros       | - Em Santidade de Ministério Adoração e Vida - Horizonte Vivo Distante de Rosa de Saron - Uma História em Canções de Verônica Firmino - Quando Deus se Calou de Padre Zezinho                                                                | [ 8 ] [ 9 ] [ 10 ] |
| 2012           | Aline Barros & Cia 3         | Aline Barros       | - Sol da Justiça de Diante do Trono - Inquieto Coração de Grupo Chamas - Mulheres Ao Vivo de Cantores de Deus - Eletro Acústico 3 de Paulo César Baruk                                                                                       | [ 11 ]             |
| 2013           | Profeta da Esperança         | Kleber Lucas       | - Jesus, o Brasil Te Adora de Eyshila - Raridade de Anderson Freire - Aceito o teu chamado de Bruna Karla - Paz e Luz de Padre Reginaldo Manzotti - Herói de Ministério Adoração e Vida                                                      | [ 12 ]             |
| 2014           | Graça                        | Aline Barros       | - Céu na Terra de Soraya Moraes - Anderson Freire e Amigos de Anderson Freire - Geração de Jesus de Jotta A - Canto de Sião de Renascer Praise                                                                                               | [ 13 ]             |
| 2015           | Da Eternidade                | Fernanda Brum      | - Não Vou Desistir de Wilian Nascimento |                    |
| 2016           | Deus Não Te Rejeita          | Anderson Freire    | - Reaprender de Adelso Freire |                    |
| 2017           | Acenda A Sua Luz             | Aline Barros       | - Memórias de Eli Soares |                    |
| 2018           | Som Da Minha Vida            | Fernanda Brum      | - Adoração Na Guerra Ao Vivo de Léa Mendonça |                    |
| 2019           | Guarda Meu Coração           | Delino Marçal      | - 360 Graus de Eli Soares |                    |
| Década de 2020 |                              |                    | |                    |
| 2020           | Reino                        | Aline Barros       | - Memórias 2 (Ao Vivo) de Eli Soares |                    |
| 2021           | Seguir Teu Coração           | Anderson Freire    | - Eli Soares 10 Anos de Eli Soares | [ 15 ] [ 16 ]      |
| 2022           | Laboratório do Groove        | Eli Soares         | - És tudo de Bruna Karla | [ 17 ] [ 18 ]      |
| 2023           | Nós                          | Eli Soares         | - Preto no Branco Vertical – Preto no Branco | [ 19 ]             |
| 2024           | Deixa Vir - Vol II (Ao Vivo) | Thalles Roberto    | - Temporal - Vocal Livre | [ 20 ]             |

## Artistas com várias indicações
| Indicações | Artistas            |
| ---------- | ------------------- |
| 11         | Aline Barros        |
| 7          | Eli Soares          |
| 6          | Anderson Freire     |
| 6          | Bruna Karla         |
| 5          | Soraya Moraes       |
| 4          | Fernanda Brum       |
| 4          | Paulo César Baruk   |
| 3          | Padre Marcelo Rossi |
| 3          | Oficina G3          |
| 3          | Eyshila             |
| 3          | Rosa de Saron       |
| 2          | Thalles Roberto     |
| 2          | André Valadão       |
| 2          | Cristina Mel        |
| 2          | Daniela Araújo      |
| 2          | Fernandinho         |
| 2          | Fábio de Melo       |
| 2          | Padre Zezinho       |
| 2          | Preto no Branco     |
| 2          | Marina de Oliveira  |
| 2          | Kleber Lucas        |

## Artistas com várias conquistas
| Conquistas | Artistas        |
| ---------- | --------------- |
| 8          | Aline Barros    |
| 2          | Fernanda Brum   |
| 2          | Soraya Moraes   |
| 2          | Anderson Freire |
| 2          | Eli Soares      |